# ریو جی-هیه
ریو جی-هیه (انگلیسی: Ryu Ji-hye؛ زادهٔ ۱۰ فوریهٔ ۱۹۷۶) بازیکن تنیس روی میز اهل کره جنوبی بود.